# Rubidiumsalicylat
Rubidiumsalicylat ist eine chemische Verbindung des Rubidiums aus der Gruppe der Salicylate.

## Gewinnung und Darstellung
Rubidiumsalicylat kann durch Reaktion von Rubidium mit einer Lösung von Salicylsäure in Tetrahydrofuran gewonnen werden. Allgemein kann es durch Neutralisation von Salicylsäure mit dem entsprechenden Hydroxid oder Carbonat dargestellt werden.

## Eigenschaften

Kristallstruktur von Rubidiumsalicylat

Rubidiumsalicylat ist ein weißer Feststoff, der löslich in Wasser ist. Er kristallisiert in der Raumgruppe P21/n (Raumgruppen-Nr. 14, Stellung 2) und Z = 4, mit den Gitterparametern a = 7,2110(1) Å, b = 26,5258(3) Å, c = 4,23110(6) Å, β = 106,843(1)° und V = 774,60(2) Å3. Sie besteht aus Schichten von verzerrten RbO8-Polyedern senkrecht zur b-Achse. Die Phenylringe sind senkrecht zu diesen Schichten angeordnet und liegen alternierend oberhalb bzw. unterhalb dieser Polyeder. Die van der Waals-Wechselwirkungen zwischen den Phenylringen stabilisieren die Kristallpackung wesentlich.

## Verwendung
Die Strukturen der Verbindung ist von Interesse für die Interpretation der Kolbe-Schmitt-Synthese.